# Вишняки (Козельщинский район)
Вишняки (укр. Вишняки) — село,
Василевский сельский совет,
Козельщинский район,
Полтавская область,
Украина.
Код КОАТУУ — 5322080802. Население по переписи 2001 года составляло 116 человек.

## Географическое положение
Село Вишняки примыкает к селу Трудовик, на расстоянии в 1 км расположено село Гаевое.

## История
До 1945 Пинчуки (Пенчуков)